# Dundurn (Saskatchewan)
Pour les articles homonymes, voir Dundurn.
Dundurn est une communauté située dans la province de la Saskatchewan, dans le centre-sud.